# Anogmus hohenheimensis
Anogmus hohenheimensis är en stekelart som först beskrevs av Julius Theodor Christian Ratzeburg 1844.  Anogmus hohenheimensis ingår i släktet Anogmus och familjen puppglanssteklar. Arten är reproducerande i Sverige. Inga underarter finns listade i Catalogue of Life.